# アンジェリア・チャン
アンジェリア・チャン（陳嘉寶、Anjaylia Chan、1990年1月8日 - ）は香港のモデル、女優。
| スタブアイコン | サブスタブ | この項目は、まだ閲覧者の調べものの参照としては役立たない、俳優（男優・女優）に関連した書きかけの項目です。この項目を加筆・訂正などしてくださる協力者を求めています（P:映画/PJ芸能人）。 |